# シベール・フー
シベール・フー（胡慧中、Sibelle Hu、1958年3月25日(5月4日説あり) - ）は、台湾の女優。香港映画界でも活躍した。

## 経歴
台湾生まれの外省人。大学教授の父を持ち、自身も台湾大学の夜間部で学んだ。在学中に『歓顔』（1979年）で映画デビューして一躍スターとなり、金馬奨の主演女優賞にノミネートされる。『皇天后土』（1981年）でも再び同賞にノミネートされた。ポストブリジット・リンと呼ばれ、文芸映画のヒロインスターとして活躍した他、歌手や司会者としても才能を発揮した。
1980年代半ばにゴールデン・ハーベストと契約して香港に渡り、アクション女優に転向。『香港発活劇エクスプレス 大福星』（1985年）、『七福星』（1985年）、『レディ・スクワッド/淑女は拳銃がお好き』（1988年）、『リーサル・パンサー』（1990年）などに出演し、特に“覇王花（レディ・スクワッド）”系列は人気シリーズとなった。『群狼大戦』（1990年）の撮影中に爆発シーンで3階から吹き飛ばされ大やけどを負ったが、その後も90年代前半までコンスタントに多数のアクション映画に出演した。
1998年に結婚し、現在は映画界を離れている。

## 出演作

### 映画
- 香港発活劇エクスプレス 大福星（1985年）
- 七福星（1985年）
- セブンス・カース（1986年）
- 新Mr.Boo!香港チョココップ（1986年）
- レディ・スクワッド/淑女は拳銃がお好き（1988年）
- レディ・スクワッド II（1989年）
- 噂のテディ・ロビン/美女・美女スパイにご用心（1990年）
- 群狼大戦（1990年）
- リーサル・パンサー（1990年）
- リーサル・パンサー2（1990年）
- 邪神拳（1991年）
- ドラゴン・バーニング（1991年）
- HAKEN 覇拳（1992年）
- 格闘飛龍 方世玉（1992年）
- マスター・オブ・リアル・カンフー/大地無限2（1996年）